# Вайген
Вайген (словен. Vajgen) — поселення в общині Песниця, Подравський регіон‎, Словенія.